# 莫纳奇尔
莫纳奇尔，是西班牙安达卢西亚自治区格拉纳达省的一个市镇。总面积89平方公里，
2001年普查人口總數為5557人，人口密度為每平方公里62人。